# Markerchromosom

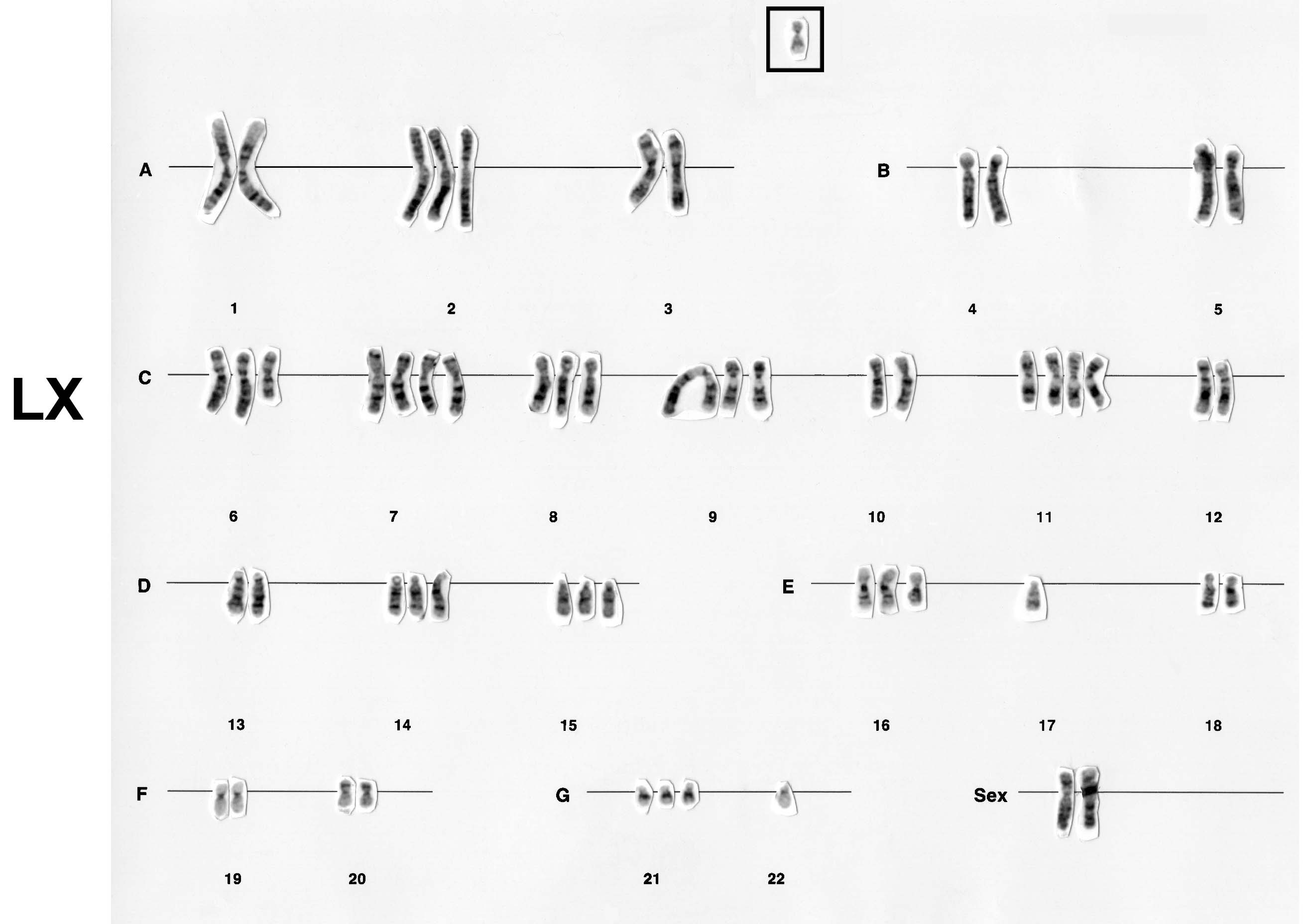
Karyotyp einer Tumorzelllinie, der mit G-Bänderung gefärbt wurde. Statt normalerweise 46 Chromosomen finden sich hier 57. Neben vielen anderen Chromosomenaberrationen ist in der Box am oberen Ende ein Markerchromosom zu sehen.

Markerchromosomen sind kleine Chromosomen, die neben den normalen Chromosomen bei einem Individuum auftreten können. Das ‚International System for Human Cytogenetics‘ definierte 1995 ein Markerchromosom als ein abnormales Chromosom, in dem kein Teil identifiziert werden kann.
Die nicht mögliche Identifizierung bezog sich dabei auf die Technik der G-Bänderung, mit der größere Abschnitte normaler Chromosomen eindeutig bestimmt werden können (siehe auch Abbildung). Bei Markerchromosomen geht dies nicht, in der Regel aufgrund der geringen Größe. Eine Charakterisierung ist heute jedoch beispielsweise mit hochauflösender Fluoreszenz-in-situ-Hybridisierung möglich.
Markerchromosomen, die kleiner sind als das menschliche Chromosom 20, werden auch als kleine überzählige Markerchromosomen oder mit der entsprechenden englischen Abkürzung sSMC (für: small supernumerary marker chromosomes) bezeichnet.
Markerchromosomen enthalten ein Centromer und werden daher bei einer Zellteilung (Mitose) normal an die Tochterzellen weitergegeben. Markerchromosomen können auch die Form eines Ringchromosoms haben.
Im Gegensatz zu B-Chromosomen, welche aktive Mechanismen entwickelt haben um sich in der Keimbahn anzureichern, werden Markerchromosomen nach zufälligem Muster an die Nachkommen weitergegeben. Während B-Chromosomen beim Menschen nicht vorkommen, wurden Markerchromosomen in etlichen Fällen beschrieben. Die Rate des Auftretens von Markerchromosomen bei Neugeborenen wird mit 0,043 % angegeben. Daraus ergeben sich Schätzungen von 2,5 Millionen Menschen weltweit und 35.000 Betroffenen in Deutschland. Menschliche Markerchromosomen können aus jedem der 24 menschlichen Chromosomen entstehen. Etwa 60 % der Fälle treten neu auf, 40 % sind familiär vererbt. Außerdem können Markerchromosomen auch in Tumorzellen auftreten (siehe Abbildung).

## Klinische Bedeutung
Ob ein Markerchromosom klinische Bedeutung hat, hängt davon ab, ob und wenn ja, welche chromosomalen Gene es enthält und ob also durch das Vorhandensein der Markerchromosomen ein Ungleichgewicht bei diesen Genen entsteht. In Frage kommt hier besonders eine partielle Trisomie, also ein teilweise dreifaches Vorhandensein chromosomaler Abschnitte statt der normalen zweifachen Ausführung. Wichtig ist demnach die chromosomale Herkunft und damit die genetische Zusammensetzung des Markerchromosoms, aber auch ob andere molekulargenetische Auffälligkeiten parallel auftreten, z. B. uniparentale Disomie.
Etwa 70 % der Menschen mit einem sSMC sind klinisch unauffällig, 30 % sind in unterschiedlichem Maße klinisch auffällig. Klinische Auffälligkeit geht dabei von leichten körperlichen Auffälligkeiten oder Behinderungen, leichter geistiger Behinderung bis zu starken körperlichen Einschränkungen/Behinderungen mit oder ohne geistiger und/oder psychischer Behinderung/Auffälligkeit, z. B. Autismus. Mit etwa 30 % sind Markerchromosomen aus Material des Chromosoms 15 am häufigsten. Mit 11 % folgen Isochromosomen des kurzen Arms von Chromosom 12, das Pallister-Killian-Syndrom. Das Cat-Eye-Syndrom ist ein weiteres Beispiel.
Problematisch ist die Diagnose eines Markerchromosoms insbesondere in der Pränataldiagnostik bei neu auftretenden Fällen. Auch war bis vor kurzem die Aussage über die möglichen klinischen Auswirkungen des sSMC eher ungenau. Derzeit sind Forschungen zu einer Genotyp-Phänotyp-Korrelation der sSMC im Gange.
In der cytogenetischen Kurzschreibweise werden Markerchromosomen als mar bezeichnet. Während ein Mann mit den normalen 46 Chromosomen (ohne Markerchromosom) als 46,XY notiert wird, wird ein männlicher Karyotyp mit Markerchromosom als 47,XY,+ mar geschrieben, ein weiblicher als 47,XX,+mar.